# Strawberry Heart
『Strawberry Heart』（ストロベリー・ハート）は、日本の女性歌手・堀ちえみの7作目のアルバムである。1984年12月5日にキャニオン・レコードから発売された。

## 概要
前作『プラムクリーク』からおよそ6か月ぶりとなるオリジナル・アルバム。シングルは、この年の『第35回NHK紅白歌合戦』出場曲の「東京Sugar Town」、オリコンチャートで2位を記録するなどヒットを記録した「クレイジーラブ」と、その両A面であり堀自身が出演した花王 ″エッセンシャル キューティクル・ケアシャンプー″ CM曲の「愛のランナー」が含まれる。A-4「Winds」も同CM曲として使用された。
作詞は1曲を除いて三浦徳子が手掛けており、作曲にはNobody、玉置浩二、水谷公生らが初起用されている。
LPレコードは、盤を収納するスリーブがエンベロープを思わせる仕様になっている。
堀は当時ニッポン放送のレギュラー番組を持っており、パイオニアがスポンサーであったことから、ワーナー・パイオニアに所属するアーティストの曲を番組内で流すことが多かった。これをきっかけにマドンナ、プリンスなどの曲を好きになり、自身のアルバム制作の際に当時の洋楽からたくさんの影響を受けたという。
収録曲「ストロベリー・ハート」は、2005年の歌手活動復帰後のコンサート『青春の忘れ物』にて選曲されていた。

## 収録曲

### LP / CT

#### SIDE 1
1. ストロベリー・ハート（3:26）
作詞: 三浦徳子 / 作曲: Nobody / 編曲: 萩田光雄
2. 7時のニュース（3:53）
作詞: 三浦徳子 / 作曲: Nobody / 編曲: 水谷公生
3. 涙色のエアポート（3:11）
作詞: 三浦徳子 / 作曲: Nobody / 編曲: 水谷公生
4. Winds（3:21）
作詞: 三浦徳子 / 作曲・編曲: 萩田光雄
5. 東京Sugar Town（3:53）
作詞: 三浦徳子 / 作曲: 芹澤廣明 / 編曲: 大谷和夫

#### SIDE 2
1. モノレールのジョニー（4:58）
作詞: 三浦徳子 / 作曲・編曲: 水谷公生
2. 月の光よりも（4:19）
作詞: 三浦徳子 / 作曲: 芹澤廣明 / 編曲: 水谷公生
3. 愛のランナー（3:46）
作詞: 三浦徳子 / 作曲・編曲: 福岡ゆたか
4. クレイジーラブ［Album Version］（4:45）
作詞: 三浦徳子 / 作曲: 芹澤廣明 / 編曲: 萩田光雄
5. 秘密 -SECRET-（4:08）
作詞: 康珍化 / 作曲: 玉置浩二 / 編曲: 清水信之